# Marianne Dickerson
Pour les articles homonymes, voir Dickerson.
Marianne Dickerson (née le 14 novembre 1960 à St. Joseph (Illinois) et décédée le 14 octobre 2015 ) est une athlète américaine spécialiste du marathon. 

## Carrière

### Palmarès
| Date | Compétition           | Lieu      | Résultat | Performance     |
| ---- | --------------------- | --------- | -------- | --------------- |
| 1983 | Championnats du monde | Helsinki  | 2e       | 2 h 31 min 09 s |
| 1988 | Marathon de Baltimore | Baltimore | 1re      | 2 h 41 min 05 s |